# Pancio Paskov
Pancio Paskov (în bulgară Панчо Пасков, transliterat Pancho Paskov în engleză; n. 9 mai 1994) este un scrimer bulgar specializat pe sabie. 

## Carieră
S-a format la clubul „Svecinikov” și la Academia „Vasil Etropolski” din Sofia. În sezonul 2011-2012 a fost laureat cu argint la Campionatul Mediteranean de la Poreč.. În anul următor, la vârsta de 17 ani, a ajuns tabloul final de 64 la etapa de Cupa Mondiala de la Plovdiv. 
În 2015 a trebuit să abandoneze pregătirea olimpică luni întregi după ce s-a rănit la genunchi. A fost limitat și de ce nu a putut să participe la competiții de Cupa Mondială, fiind susținut numai de federația sa și de banii proprii. Totuși, în luna aprilie 2016 s-a clasat printre cei patru mai bine clasați la turneul preolimpic de la Praga, calificându-se la Jocurile Olimpice din 2016. Astfel va fi primul scrimer olimpic bulgar din ediția din 1988 de la Seul.

## Legături externe
- en  Prezentare Arhivat în 8 aprilie 2017, la Wayback Machine. la Confederația Europeană de Scrimă